# Thomas Fremantle
Pour les articles homonymes, voir Fremantle (homonymie).
Thomas Francis Fremantle (20 novembre 1765, Aston Abbotts - 19 décembre 1819, Naples) est un amiral de la Royal Navy durant les guerres napoléoniennes.

## Biographie
Il participe notamment à la bataille de Trafalgar sur le HMS Neptune et est député au Parlement du Royaume-Uni.

## Sources et bibliographie
- (en) The Trafalgar Captains : their lives and memorials, Londres, Colin White and the 1805 Club, Chatham Publishing, 2005, 128 p. (ISBN 1-86176-247-X)